# روي ستيوارت (مصور)
روي ستيوارت (بالإنجليزية: Roy Stuart)‏ هو مصور أمريكي، ولد في 25 أكتوبر 1955 في نيويورك في الولايات المتحدة.

## وصلات خارجية
- الموقع الرسمي
- روي ستيوارت على موقع IMDb (الإنجليزية)
- روي ستيوارت على موقع قاعدة بيانات الفيلم (الإنجليزية)